# Дворянське (Волгоградська область)
Дворянське (рос. Дворянское) — село у Камишинському районі Волгоградської області Російської Федерації.
Населення становить 2086  осіб. Входить до складу муніципального утворення Мічурінське сільське поселення.

## Історія
Село розташоване у межах українського історичного та культурного регіону Жовтий Клин.
Згідно із законом від 5 березня 2005 року № 1022-ОД органом місцевого самоврядування є Мічуринське сільське поселення.

## Населення
| 1861 | 1891 | 2010  |
| ---- | ---- | ----- |
| 570  | ↗855 | ↗2086 |